# ウエスタンキッズ
『ウエスタンキッズ』は、1991年9月13日にビスコから発売されたファミリーコンピュータ用アクションゲーム。
1992年にはアメリカ合衆国にてロムスターから『Cowboy Kid』のタイトルで発売された。

## 概要
2人同時プレイが可能で、2Pプレイヤーはインディアンのキャラクター。
プレーヤーは保安官となり、凶悪な賞金首と戦っていくことになる。最初の6ボスは攻略順が任意でありステージ内容も全く異なる。一度決定したらクリアするまで他のステージには挑めないので順番はよく考えなければならない。
ゲームの仕様は『がんばれゴエモン』シリーズによく似ている。HPはライフ制、攻撃手段、アイテム、フィールド構成、ギミックなど似通ったものが多い。一方、多重スクロールや豊富なミニゲームなど本家とはまた違った価値を打ち出してきている。

## ゲーム内容

### アイテム
- チョッキ
- ウエスタン帽
- 肉
- 地図
- パン
- ポテト
- 鍵
- バッジ

### 武器
武器はステージのどこかで手に入る。
ナイフ
デフォルト装備。斜め上に攻撃を繰り出す。射程は短いが手数を増やせるので耐久力が高い敵に有効。
銃、ブーメラン
弾数は無制限。連発できるが、貫通はできない。
ライフル、石斧
威力は最大で貫通できるが、連射ができない。

## ボスキャラクター
最初は6つのステージから選択する。
ホワイト・ウルフチーフ
インディアン。子分である呪いの人形を呼び出して攻撃。
スラッシュ・ジョー
ナイフ投げ。
ビリー・モーガン
銃の名手。実はかなづち。
マッド・ブラザーズ
巨漢の兄弟。地震を起こして攻撃。対決直前に選択肢があるが、選択を誤ると強制的にゲームオーバーになる。
クラッシャー・コング
馬車から樽を投げて攻撃。この面のみシューティングである。他のステージをクリアして飛び道具を手に入れてから挑みたい。
ホークマスター・キース
鷹を操る。

6ステージをすべてクリアすると最終ステージが登場。
スコーピオン・マーダー
ラストボス。撃ち合い。

## スタッフ
- プロデューサー：秋山哲雄
- ディレクター：うさみけいすけ、DON GABACHO、Mr.YAGI
- ゲーム・デザイナー：増田祐司
- グラフィック・デザイナー：増田祐司、森賢一
- プログラマー：桑村英樹、斎藤潤
- 音楽、効果音：ZERON（岩田匡治）
- スペシャル・サンクス：UME.W、HOS KURO、HOKKE、NEKO、TERUBOZU、KING、T.MIZUTANI

## 評価
ゲーム誌『ファミコン通信』の「クロスレビュー」では合計20点（満40点）、『ファミリーコンピュータMagazine』の読者投票による「ゲーム通信簿」での評価は以下の通りとなっており、18.0点（満30点）となっている。
仕様が「がんばれゴエモンシリーズ」と似ているためゴエスタンキッズという愛称も使われている。
| 項目 | キャラクタ | 音楽 | お買得度 | 操作性 | 熱中度 | オリジナリティ | 総合 |
| 得点 | 3.1        | 2.9  | 2.9      | 3.0    | 3.0    | 3.1            | 18.0 |